# 克勉三世
克勉三世（拉丁語：Clemens PP. III；1130年—1191年3月）本名保祿·斯科拉里（Paolo Scolari），1187年12月19日當選教宗，翌日即位至1191年3月為止。他亦是後來的教宗依諾增爵三世的叔叔。

## 譯名列表
- 克萊孟三世：天主教香港教區禮儀委員會：禧年專頁（页面存档备份，存于）作克萊孟。
- 克勉三世：香港天主教教區檔案　歷任教宗作克勉。
- 克雷芒三世：《大英簡明百科知識庫》2005年版[永久]、《世界人名翻譯大辭典》1993年版作克雷芒。